# گروس سیمتس
گروس سیمتس (به آلمانی: Groß Siemz) یک شهر در آلمان است که در نوردوست‌مکلنبورگ واقع شده‌است. گروس سیمتس ۳۲۲ نفر جمعیت دارد.